# کروناویروس انسانی ان‌ال۶۳
کروناویروس انسانی ان‌ال۶۳ (نام علمی: Human coronavirus NL63) نام یک گونه از سرده آلفاکروناویروس است.